# Wilhelm August Lay
Wilhelm August Lay (* 30. Juli 1862 in Bötzingen (Breisgau); † 9. Mai 1926 in Karlsruhe) war Volksschullehrer und Professor am Lehrerseminar in Karlsruhe. Zusammen mit Ernst Meumann (1862–1915) gilt er als Begründer der experimentellen Pädagogik, und beide gelten als Gründungsväter der späteren empirischen Erziehungswissenschaft.

## Leben und Wirken
Wilhelm August Lay war der Sohn des Bauern Johann Georg (1821–1876) und der Maria Katharina (1828–?). Er wurde in ländlich-protestantischer Religiosität erzogen.
Lay besuchte die Volksschule und nach dem Tod des Vaters 1876 die Landwirtschaftsschule, die er aber nach einem Jahr wieder abbrach. Der Vater lehnte den Wunsch Lays, auf eine höhere Schule zu wechseln ab, da er einmal den Hof übernehmen sollte. Zudem wurde ihm aufgrund seines fortgeschrittenen Alters abgeraten, eine gymnasiale Anstalt zu besuchen. Er entschloss sich daher, Volksschullehrer zu werden. Er absolvierte die Präparandenschule in Gengenbach, das Lehrerseminar in Karlsruhe, und war ab April 1883 Unterlehrer in Schriesheim.
Im Herbst 1883 ließ er sich aber beurlauben, um sich am Polytechnikum Karlsruhe und im letzten Studiensemester an der Universität Freiburg auf die Prüfung zum Reallehrer vorzubereiten. 1885 legte er Prüfung zum Realschullehrer mit den Hauptfächern in Mathematik und Naturwissenschaften ab. Lay absolvierte danach ein Studienjahr an der Universität Freiburg und Halle. Dabei interessierte er sich sowohl für Naturwissenschaften als auch für Geisteswissenschaften. Lay hob dabei besonders seine Studien im chemischen Laboratorium und Teilnahmen an naturwissenschaftlichen Exkursionen hervor. Wegen einer schweren Lungenerkrankung führte er sein Studium jedoch nicht zu Ende.
1886 wurde er Lehrer in Freiburg und 1892 Hauptlehrer an der Freiburger Mädchenschule. Ab 1893 bis zu seiner Pensionierung war er Realschullehrer am Lehrerseminar II in Karlsruhe. Dort unterrichtete er Naturwissenschaften und auch in Landwirtschaft. Im Frühjahr 1903 promovierte er bei Alois Riehl an der Friedrichs-Universität in Halle zum Thema „Experimentelle Didaktik“. Zeit seines Lebens blieb Lay Seminarlehrer ohne leitende Tätigkeit, wurde allerdings 1914 Oberreallehrer und 1920 auf eigenes Drängen hin zum Professor ernannt. Trotz dieses Titels änderte sich an seinen beruflichen Aufgaben dadurch nichts. 1924 wurde er – gegen sein Willen – aufgrund der schlechten finanziellen Lage der Länder frühzeitig pensioniert.
Seine Hochzeit mit Anna Barbara Lay fand 1889 statt. Aus der Ehe sind drei Söhne hervorgegangen, Walther (* 1893), Curt (* 1892) und Werner (* 1906).

## Pädagogik

### Ziele und Forderungen
Hauptsächlich ging es Lay um die Verbesserung der Schulpraxis und der Lehrerbildung. So sollen die Auswirkungen des Unterrichts durch didaktisch-psychologische Experimente überprüfbar sein. Dabei sollen die Experimente möglichst den Charakter von Unterricht annehmen. Weiter forderte er „pädagogische Institute“ und „pädagogische Laboratorien“, in denen solche Experimente durchgeführt werden könnten. Die experimentelle Pädagogik stehe dabei nicht in direkten Gegensatz zur „alten“ Pädagogik, sondern überwinde diese vielmehr, indem sie sie weiterführe.

### Abgrenzung von geisteswissenschaftlicher Pädagogik
Laut Lay sollte Wissenschaft auf Erfahrung und nicht wie in der geisteswissenschaftlichen Pädagogik auf philosophisch-spekulativem Denken beruhen. Im Gegensatz zur hermeneutischen Methode der geisteswissenschaftlichen Pädagogik sollen pädagogische Maßnahmen experimentell erprobt werden. Das Anliegen bestand in der Anwendung des Experiments, der Statistik und einer exakten oder systematischen Beobachtung.

### Forderung nach pädagogischen Lehrstühlen
1910 gab es in Deutschland nur einen Lehrstuhl für Pädagogik in Jena, wie Lay betonte und dabei feststellte: Die deutschen Staaten bringen jährlich große Opfer für Experimente über die Kultur von Nutzpflanzen und für Versuchsstationen zur Veredelung von Haustieren; aber sie gewähren noch keine Mittel zur Errichtung pädagogischer Laboratorien.

## Verhältnis Meumann zu Lay
Häufig wird von Meumann und Lay als den Gründervätern der empirischen Pädagogik gesprochen. Nachdem sich die experimentelle Pädagogik in ihrer damaligen Form jedoch nicht durchsetzen konnte, übte Meumann massive Kritik an Lay. So „schrieb Meumann die Kritik an der experimentellen Methode in der Pädagogik vor allem Lays wissenschaftlicher Position zu“ behauptet Peter Drewek. Lays „... falsche(r) dilettantische(r) Auffassung empirischer und insbesondere experimenteller Forschung muss auf das schärfste widersprochen werden, weil sie uns zu einem neuen Dogmatismus und Doktrinarismus in der Pädagogik führen würde, der gefährlicher wäre als die Selbstüberschätzung der reinen Theorie, weil er sich auf eine Scheinsicherheit stützt, die menschliche Forschung niemals erreichen kann.“
Lay betonte hingegen, er sei der allererste, der experimentell-pädagogisch arbeitete: „Die Rechtschreibversuche sind die ersten Versuche zur Begründung eines Lehrverfahrens und zur Schaffung einer experimentellen Didaktik überhaupt. [...] Naturgeschichtliches Experimentieren [...] brachten mich zu dem Gedanken Experimente über das Rechtschreiben mit Schulklassen durchzuführen.“ Im Gegensatz zu Lay ist für Meumann also die experimentelle Pädagogik keine die ganze Pädagogik umfassende Wissenschaft, sondern dient nur als empirischer Unterbau der Erziehung. Einig waren sich beide jedoch darin, dass sie keinen „feindlichen Gegensatz“ zur alten pädagogischen Wissenschaft sahen. Für Lay war sie „von größter Bedeutung für die Bildung von Hypothesen, die den statistischen und den experimentellen Untersuchungen zugrunde gelegt werden müssen.“ Für Meumann waren die Bestimmung der allgemeinen Erziehungsziele und der Darstellung der Gestaltung der Unterrichtsstoffe in den Lehrbüchern – soweit sie durch rein stoffliche Gesichtspunkte bestimmt werden, zum großen Teil Sache der philosophischen Pädagogik.

## Schriften

Experimentelle Pädagogik mit besonderer Rücksicht auf die Erziehung durch die Tat (1908)

- Psychologische Grundlagen des erziehenden Unterrichts und ihre Anwendung auf die Umgestaltung des Unterrichts in der Naturgeschichte. (Eine Festgabe zur Comeniusfeier 1892). Konkordia, Bühl (Baden) 1892.
- Führer durch den Rechtschreibunterricht. Gegründet auf psychologische Versuche und verbunden mit einer Kritik des ersten Sach- und Sprachunterrichts. Quelle & Meyer, Leipzig 1896. (3. Aufl. 1905, 4. Aufl. 1913)
- Führer durch den ersten Rechenunterricht. Naturgemäßes Lehrverfahren gegründet auf psychologische Versuche und angeschlossen an die Entwicklungsgeschichte des Rechenunterrichts. Karlsruhe: Nemnich, Karlsruhe 1898. (3. Aufl. 1914 unter dem Titel: Der Rechenunterricht auf experimentell-päd. Grundlage.)
- Methodik des naturgeschichtlichen Unterrichts und Kritik der Reformbestrebungen auf Grund der neueren Psychologie. Nemnich, Karlsruhe 1899.
- Experimentelle Didaktik ihre Grundlegung mit besonderer Rücksicht auf Wille und Tat. Quelle & Meyer, Leipzig 1903. (4. Aufl. 1920)
- Führer durch den Rechenunterricht der Unterstufe gegründet auf didaktische Experimente. Quelle & Meyer, Leipzig 1907.
- Experimentelle Pädagogik mit besonderer Rücksicht auf die Erziehung durch die Tat. Aus: Natur und Geisteswelt, 224. (Sammlung wissenschaftlich-gemeinverständlicher Darstellungen). B. G. Teubner, Leipzig 1908. (2. Aufl. 1912, 3. Aufl. 1918) Digitalisat
- Mit Max Enderlin: Führer durch das erste Schuljahr als Grundlage der Tatschule. Quelle & Meyer, Leipzig 1911.
- Die Tatschule – eine natur- u. kulturgemäße Schulreform. Zickfeldt, Osterwieck/Harz [u. a.] 1911. (2. Aufl. 1921)
- Lehrbuch der Pädagogik. Thienemann, Gotha 1912.
- Volkserziehung. ? 1921.
- Führer durch das erste Schuljahr als Grundlage der Tatschule. Quelle & Meyer, Leipzig 1926.
- Die Lebensgemeinschaftsschule. In: Der Bücherschatz des Lehrers (Wissenschaftliches Sammelwerk zur Vorbereitung und Weiterbildung). Zickfeldt, Osterwieck/Harz [u. a.] 1927.
- Autobiografie in: Die Pädagogik der Gegenwart in Selbstdarstellungen, Band 2, Hrsg. E. Hahn, 1927, S. 69–100 (W, L).